# Aleksej Navalny
Aleksej Anatoljevitsj Navalny (Russisch: Алексе́й Анато́льевич Нава́льный) (Boetin, 4 juni 1976 – Charp, 16 februari 2024) was een Russisch oppositieleider, advocaat en anti-corruptie-activist.

## Biografie
Navalny was van Russisch-Oekraïense afkomst. Zijn vader, Anatoli Navalny, is afkomstig uit het dorp Zalissia in de oblast Kiev in Oekraïne. Navalny groeide op in Obninsk, een stad op ongeveer 100 km van Moskou, maar hij bracht als kind zijn zomervakanties door bij zijn grootmoeder in Oekraïne.
In 1998 behaalde Navalny zijn diploma in Rechtsgeleerdheid aan de Universiteit van de Vriendschap der Volkeren in Moskou. Daarna specialiseerde hij zich verder in effecten en securities aan de Financiële Universiteit van de Regering van de Russische Federatie. In 2000 sloot Navalny zich aan bij de Russische Verenigde Democratische Partij Jabloko, waar hij lid werd van de Federale Politieke Raad van de partij. In 2002 werd hij verkozen als regionaal raadslid van de afdeling Moskou van Jabloko. Sinds 2009 kreeg hij bekendheid in de Russische Federatie en meer bepaald in de Russische media, als een criticus van de corruptie in Rusland en in het bijzonder van de Russische president Vladimir Poetin. Hij gebruikte zijn LiveJournalblog om massademonstraties te organiseren tegen corruptie en machtsmisbruik. Hij leverde ook regelmatig journalistieke bijdragen aan bladen als Forbes Russia. In een interview met Reuters in 2011 voorspelde hij dat het politieke systeem van Poetin zodanig was verzwakt door corruptie dat Rusland een revolte in de stijl van de Arabische Lente zou kunnen krijgen in de komende vijf jaar.
In 2012 omschreef The Wall Street Journal hem als "de man die door Vladimir Poetin het meest gevreesd wordt".
In datzelfde jaar werden hem door de Russische federale overheid drie feiten ten laste gelegd voor verduistering en fraude, beschuldigingen die Navalny ontkende en aanvocht.

### Activisme
Toen in 2006 in verschillende Russische steden sterk nationalistische marsen en betogingen werden georganiseerd, zei Navalny, als waarnemend voorzitter van de Moskouse afdeling van Jabloko, dat de partij de organisatie van deze marsen ondersteunde vanuit het principe van vrijheid van vergadering, maar dat Jabloko "elke etnische of raciale haat en elke vorm van xenofobie" veroordeelde. Hij riep de politie op om in te gaan tegen "elke uiting van fascisme, nazisme en xenofobie". De mars werd fel veroordeeld door het Moskouse Bureau voor Mensenrechten en door de Russische Joodse gemeenschap, vertegenwoordigd door rabbijn Berel Lazar en werd berucht door de vele swastikasymbolen die door de manifestanten werden meegedragen en door de deelname van heel wat nationalistische en neofascistische organisaties.
In december 2007 beraadde het partijbureau van Jabloko zich over de uitsluiting van Navalny. Hij werd uit de partij gezet, omdat hij politieke schade had toegebracht, "meer bepaald door nationalistische activiteiten".
Een van de strategieën van Navalny was om minderheidsaandeelhouder te worden in verschillende grote Russische staatsbedrijven. Als aandeelhouder hoopte hij financiële informatie te krijgen die hem kon toelaten om de financiële activa en de financiële structuur van deze bedrijven transparanter te maken. Dat is een wettelijke verplichting, maar veel topmanagers van deze bedrijven worden ervan verdacht dat ze betrokken zijn bij duistere praktijken en dat ze transparante informatie verhinderen. Andere van zijn activiteiten hadden te maken met het aanklagen van mistoestanden bij de Russische politie, de beruchte zaak Magnitsk, het oneigenlijk gebruik van staatsfinanciën, de kwaliteit – of het gebrek daaraan – van de openbare diensten en zo meer.
In oktober 2010 werden door de kranten Kommersant en Gazeta.ru virtuele verkiezingen gehouden om uit te maken wie de beste burgemeester van Moskou zou zijn. Navalny won deze verkiezing met 30.000 stemmen (45%), vóór "Niemand" met 9.000 stemmen (14%) en Boris Nemtsov met 8.000 stemmen (12%).
In november 2010 publiceerde Navalny confidentiële documenten over de audit van het staatsbedrijf Transneft. Op zijn blog beschreef hij hoe de bestuurders van Transneft vier miljard dollar uit het bedrijf hebben gestolen bij de aanleg van de Oostelijke oliepijpleiding.
In december 2010 kondigde Navalny de lancering aan van het RosPil-project. Daarmee wilde hij corrupte praktijken aan het licht brengen in de verschillende procedures voor openbare aanbestedingen. Het maakte gebruik van de geldende regels voor openbare aanbestedingen, die voorschrijven dat alle aanbestedingen online moeten worden bekendgemaakt, net zoals alle informatie over de reëel gegunde aanbestedingen.
In februari 2011 gaf Navalny een interview aan de radiozender finam.fm, waarin hij de grootste Russische partij, Verenigd Rusland, een "partij van schurken en dieven" noemde. Kort daarop, in mei 2011, startte de Russische overheid een strafonderzoek tegen Navalny, dat door Navalny zelf werd omschreven als "een opgezet spel van de Staatsveiligheid".
Ondertussen werd "schurken en dieven" een populaire benaming voor de partij van Vladimir Poetin.
In mei 2011 startte Navalny het RosYama-project, waarmee individuele burgers het antwoord van de overheid op klachten konden opvolgen.
In augustus 2011 publiceerde Navalny documenten met betrekking tot een immobiliënschandaal, waarbij de Hongaarse en Russische regeringen betrokken waren. Uit deze documenten bleek dat de Hongaarse regering een voormalig ambassadegebouw in Moskou voor 21 miljoen dollar had verkocht aan een offshorebedrijf van de oligarch Viktor Vekselberg, die het onmiddellijk doorverkocht aan de Russische overheid voor 111 miljoen dollar. Drie Hongaarse functionarissen die verantwoordelijk waren voor de overeenkomst werden aangehouden in februari 2011, maar het is niet bekend of er ooit een officieel onderzoek is gevoerd in Rusland.

### Russische parlementsverkiezingen van 2011

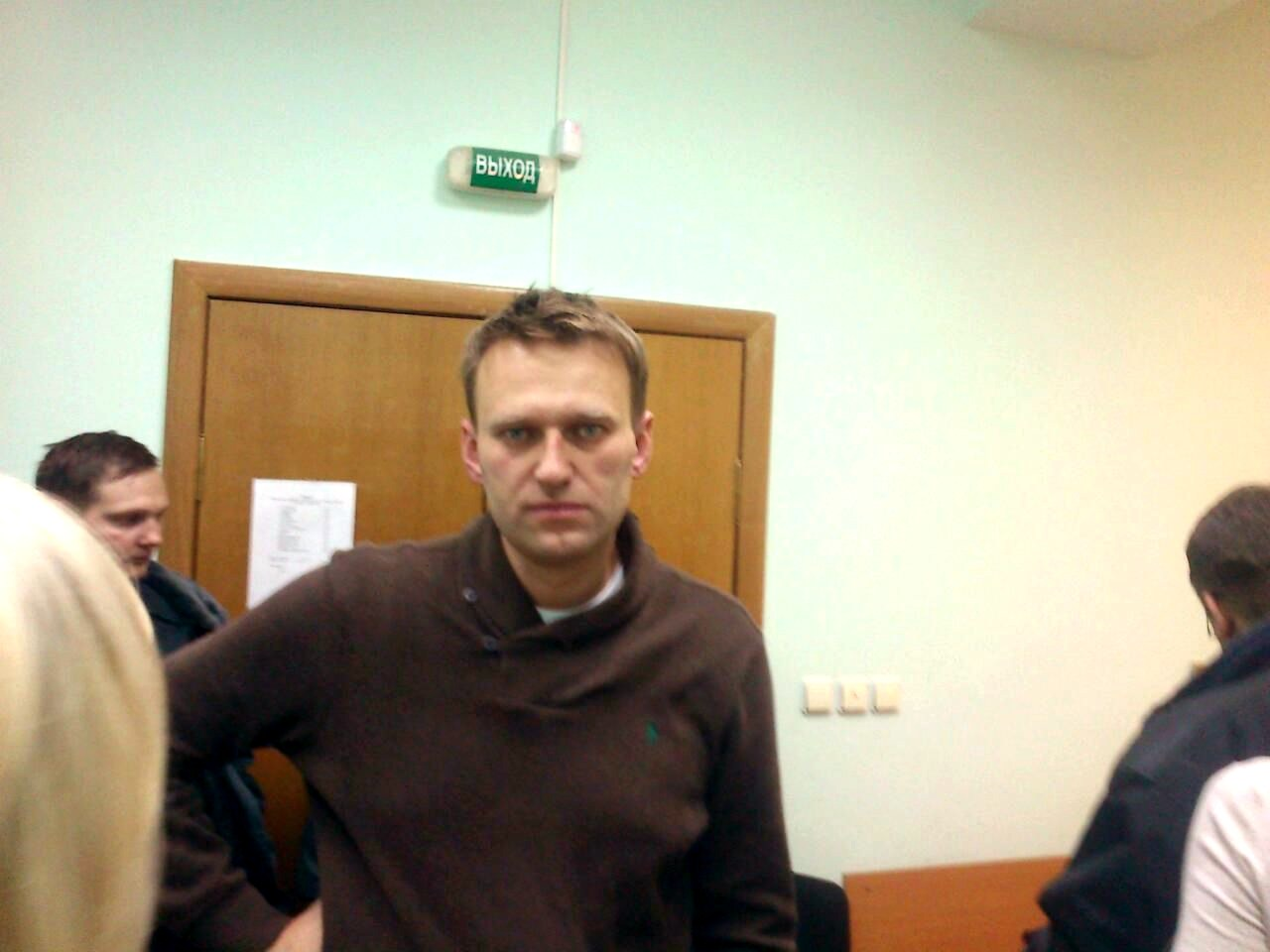
Aleksej Navalny in het gerechtsgebouw, 6 december 2011

In december 2011, na de parlementaire verkiezingen en beschuldigingen van electorale fraude, verzamelden enkele duizenden betogers zich om tegen de fraude te protesteren. 300 betogers, onder wie Navalny, werden gearresteerd. Navalny werd veroordeeld tot 15 dagen gevangenisstraf voor het "uitdagen van een regeringsfunctionaris". Aleksej Venediktov, de hoofdredacteur van het radiostation De Echo van Moskou, noemde de veroordeling een "politieke vergissing": de gevangenneming van Navalny zou van een online leider nu ook een offline leider maken.
Vanaf zijn arrestatie werd de blog van Navalny ook in het Engels gepubliceerd. Op 7 december retweette de toenmalige Russische president Dmitri Medvedev een Twitterbericht van Konstantin Rykov, een lid van Verenigd Rusland, waarin stond dat "iemand die in zijn blog schrijft over een 'partij van schurken en dieven' niets anders kan zijn dan een c*cksucking schaap". Deze retweet werd snel gewist en omschreven als een vergissing van het Kremlin, maar kreeg niettemin veel aandacht in Russische blogmilieus.

### De Russische presidentsverkiezingen van 2012
Na zijn vrijlating op 20 december 2011 riep Navalny de Russen op om zich te verenigen tegen Poetin voor de Russische presidentsverkiezingen van 2012. Hij stelde zichzelf geen kandidaat, omdat het Kremlin volgens hem nooit eerlijke verkiezingen zou toestaan. Hij voegde er evenwel aan toe dat, mochten eerlijke verkiezingen mogelijk zijn, hij zou overwegen om deel te nemen. Op 24 december was hij een van de leiders bij een anti-Poetinbetoging met 50.000 deelnemers in Moskou.
In maart 2012, nadat Poetin op een fel betwiste wijze opnieuw tot president was verkozen, hielp Navalny opnieuw om een grote betoging in Moskou te organiseren. Hij werd opgepakt, maar snel weer vrijgelaten.
Op 8 mei 2012, de dag na de inauguratie van Poetin, werd Navalny, samen met Sergej Oedaltsov, een andere oppositieleider, opnieuw gearresteerd bij een manifestatie. Ze kregen beiden 15 dagen cel. Amnesty International beschouwde hen als politieke gevangenen. Op 11 juni 2012 werd een huiszoeking uitgevoerd die twaalf uur duurde. Kort daarna werden persoonlijke e-mails van Navalny op het internet gepubliceerd door een blogger.

### Andere activiteiten in 2012
In mei 2012 beschuldigde Navalny de Russische vicepremier Igor Sjoevalov van corruptie. De beschuldiging luidde dat de Russische oligarchen Roman Abramovitsj en Alisjer Oesmanov tientallen miljoenen dollar hadden overgemaakt aan Sjoevalov, waardoor hij mee kon profiteren van de aankoop van het Britse staalbedrijf Corus door Oesmanov. Navalny publiceerde scans van de betalingsdocumenten op zijn blog. Oesmanov en Sjoevalov bevestigden dat de documenten die Navalny had gepost echt waren, maar dat de transactie niet in tegenspraak was met de Russische wetten. "Ik volgde nauwgezet de regels en principes van belangenverstrengeling. Voor een advocaat is dat heilig", zei Sjoevalov.
Op 4 juni 2012 kreeg Navalny een bevel van de rechtbank van het Moskouse district Ljoeblinsky om 30.000 roebel (ongeveer 800 euro) te betalen als compensatie voor "morele schade" die hij zou toegebracht hebben aan Vladimir Svirid, een verkozene van Verenigd Rusland in de Staatsdoema. Svirid had Navalny aangeklaagd voor een artikel dat hij had laten publiceren in het blad Esquire. "In Verenigd Rusland zie ik vaak mensen die mij wel bevallen. Maar hoe dan ook, wanneer je bij Verenigd Rusland bent, dan blijf je een dief. En wanneer je geen dief bent, dan ben je een schurk, want je laat je naam gebruiken om andere dieven en schurken te beschermen." Svirid had oorspronkelijk een miljoen roebel geëist.
In juli 2012 publiceerde Navalny documenten op zijn blog die aantoonden dat Aleksandr Bastrykin, hoofd van het Onderzoekscomité van Rusland – de zogenaamde Russische FBI – en aanhanger van Poetin, een niet aangegeven bedrijf bezat in Tsjechië.

### Beschuldigingen van verduistering en fraude
Op 30 juli 2012 beschuldigde het Onderzoekscomité van Rusland Navalny van verduistering. Het Comité zei dat hij had gecomplotteerd om hout te stelen van KirovLes, een staatsbedrijf in de oblast Kirov, toen hij in 2009 adviseur was van de gouverneur Nikita Belych. Navalny zou 10.000 m³ hout ver onder de waarde hebben laten verkopen, en zou daarmee 400.000 euro achterovergedrukt hebben. Een eerdere aanklacht hadden de onderzoekers moeten laten vallen wegens gebrek aan bewijzen. Navalny werd weer vrijgelaten maar mocht Moskou niet verlaten.
Navalny beschreef de beschuldigingen als vreemd en ongegrond. Hij zei dat de autoriteiten dit deden om de reacties te zien van de protestbeweging en de westerse publieke opinie.
In december 2012 beschuldigde het Onderzoekscomité van Rusland Navalny dat zijn advertentiebedrijf Allekt in 2007 bedrog had gepleegd ten aanzien van de politieke partij Unie van Rechtse Krachten (URK) door de partij 3,2 miljoen dollar te laten betalen zonder het contract uit te voeren, een beschuldiging die tot 10 jaar cel zou kunnen leiden. Leonid Gozman, een oud-functionaris van de URK, verklaarde echter dat de beschuldigingen ongegrond waren. Ook nog in december beschuldigde het Onderzoekscomité Navalny ervan dat hij tussen 2008 en 2011, samen met zijn broer Oleg, 55 miljoen roebel (6 miljoen euro) zou hebben verduisterd bij het opzetten van een postdienst.
In april 2013 publiceerde het Amerikaanse auditbureau Loeb & Loeb een analyse van de beschuldigingen van de Russische overheid tegen Navalny. De conclusies waren dat "het Kremlin is teruggekeerd naar een systematisch misbruik van het Russische rechtssysteem om politieke tegenstanders te treiteren, te isoleren en proberen tot zwijgen te brengen". Op 10 juli 2013, toen hij zich was gaan registreren als kandidaat voor het burgemeesterschap van de stad Moskou, werd Navalny voor de ogen van een massa toeschouwers en de media aangehouden, maar snel weer vrijgelaten. Op 17 juli 2013 kondigde Valentin Gorbunov, de voorzitter van het Verkiezingscomité van de stad Moskou, aan dat Navalny, samen met vijf andere kandidaten, officieel geregistreerd werd als kandidaat.
De dag nadien echter, op 18 juli 2013, werd Aleksej Navalny veroordeeld in het KirovLec-proces tot vijf jaar strafkamp. Getuigen van de verdediging werden niet gehoord. De dag na zijn veroordeling werd hij, op verzoek van het Openbaar Ministerie, op borgtocht vrijgelaten in afwachting van het hoger beroep. Er wordt gesuggereerd dat de Russische overheid hem hiermee een laatste kans wilde geven om Rusland te ontvluchten. Journalist en mensenrechtenactivist Alexandr Podrabinek, mede-ondertekenaar van de Verklaring van Praag, schreef hierover op de website van het Institute of Modern Russia: "De autoriteiten misten het moment dat hij kon worden gedood zonder al te veel publiciteit. De regering zou nooit akkoord kunnen gaan met Navalny's emigratie als hij ooit zou kunnen terugkeren naar Rusland. Ze willen dat hij probeert te ontsnappen aan de rechtbank en dat hij ergens politiek asiel aanvraagt. Want dan kan hij niet ongestraft naar Rusland terugkeren."
Op 30 december 2014 was de uitspraak in een rechtszaak tegen Navalny. Hij werd ervan beschuldigd dat hij tussen 2008 en 2012 omgerekend 440.000 euro verduisterde van het Franse cosmeticabedrijf Yves Rocher. Navalny werd schuldig bevonden en kreeg een voorwaardelijke celstraf van 3,5 jaar, zijn broer Oleg moest voor 3,5 jaar de cel in. Navalny zelf vermoedde dat hij vooral terechtstond vanwege zijn politieke standpunten. Door deze rechtszaak – en de straf die zijn broer Oleg nu krijgt – wordt zijn familie in zekere zin gegijzeld, zo zei hij. Het Europees Hof voor de Rechten van de Mens bepaalde dat het proces oneerlijk was verlopen. Rusland moet Navalny bijna 80.000 euro schadevergoeding betalen.

### Presidentskandidaat
Op 4 april 2013 kondigde Navalny zijn intentie aan om zich kandidaat te stellen bij de volgende Russische presidentsverkiezingen. Navalny vatte zijn programma samen door te zeggen dat hij niet zou liegen en stelen.
In december 2017 werd hij uitgesloten van deelname aan de presidentsverkiezingen in maart 2018. De kiescommissie gaf geen toestemming, wegens 'criminele activiteiten uit het verleden'. Navalny heeft meerdere keren vastgezeten voor het organiseren van demonstraties tegen de regering, waarvoor geen toestemming was verleend, en hij was veroordeeld vanwege corruptie. Navalny was van mening dat de straffen die hem zijn opgelegd politiek gemotiveerd zijn.

### Vergiftiging
In juli 2019 werd Navalny, terwijl hij in de gevangenis zat na een veroordeling voor het aanzetten tot protest, in een ziekenhuis in Moskou opgenomen wegens schade aan ogen en huid. Zelf ging hij ervan uit dat hij het slachtoffer was geworden van vergiftiging. Hij diende daarover een klacht in bij een regionale onderzoekscommissie.
Op 20 augustus 2020 werd Navalny, aan boord van een vliegtuig onderweg van Tomsk naar Moskou, opnieuw onwel. Het vliegtuig moest een tussenlanding maken, zodat Navalny opgenomen kon worden op de IC-afdeling van een ziekenhuis in Omsk. Zijn woordvoerder sprak ook nu het vermoeden van vergiftiging uit. Het incident veroorzaakte internationale commotie en riep vragen op van regeringsleiders als de Duitse bondskanselier Angela Merkel en de Franse president Emmanuel Macron. Dat het ziekenhuis hem niet voor verdere behandeling naar Duitsland wilde laten vertrekken, gaf aanleiding tot veel speculaties. Nadat de Finse premier Sanna Marin op verzoek van Merkel bemiddelde bij Poetin kwam er toestemming en werd Navalny op 22 augustus naar het Charité-ziekenhuis in Berlijn overgebracht.
Een toxicologisch laboratorium van de Bundeswehr toonde sporen van het zenuwgif novitsjok aan in Navalny's bloed en urine. Een Frans en een Zweeds laboratorium bevestigden deze uitkomst, waarna de Duitse regering de hulp inriep van de Organisatie voor het Verbod op Chemische Wapens voor diepgaand onderzoek. Rusland ontkende elke betrokkenheid en beschuldigde Duitsland van kwade bedoelingen. Volgens een onderzoek van Bellingcat (in samenwerking met onder meer Der Spiegel en CNN) werd Navalny al jaren geschaduwd door een geheime toxicologische eenheid van de Russische veiligheidsdienst FSB.
Op 21 december 2020 werd bekend dat Navalny een agent van de geheime dienst FSB telefonisch een bekentenis had ontlokt. Navalny deed zich in het telefoongesprek voor als lid van de Nationale Veiligheidsraad.

### Terugkeer naar Rusland

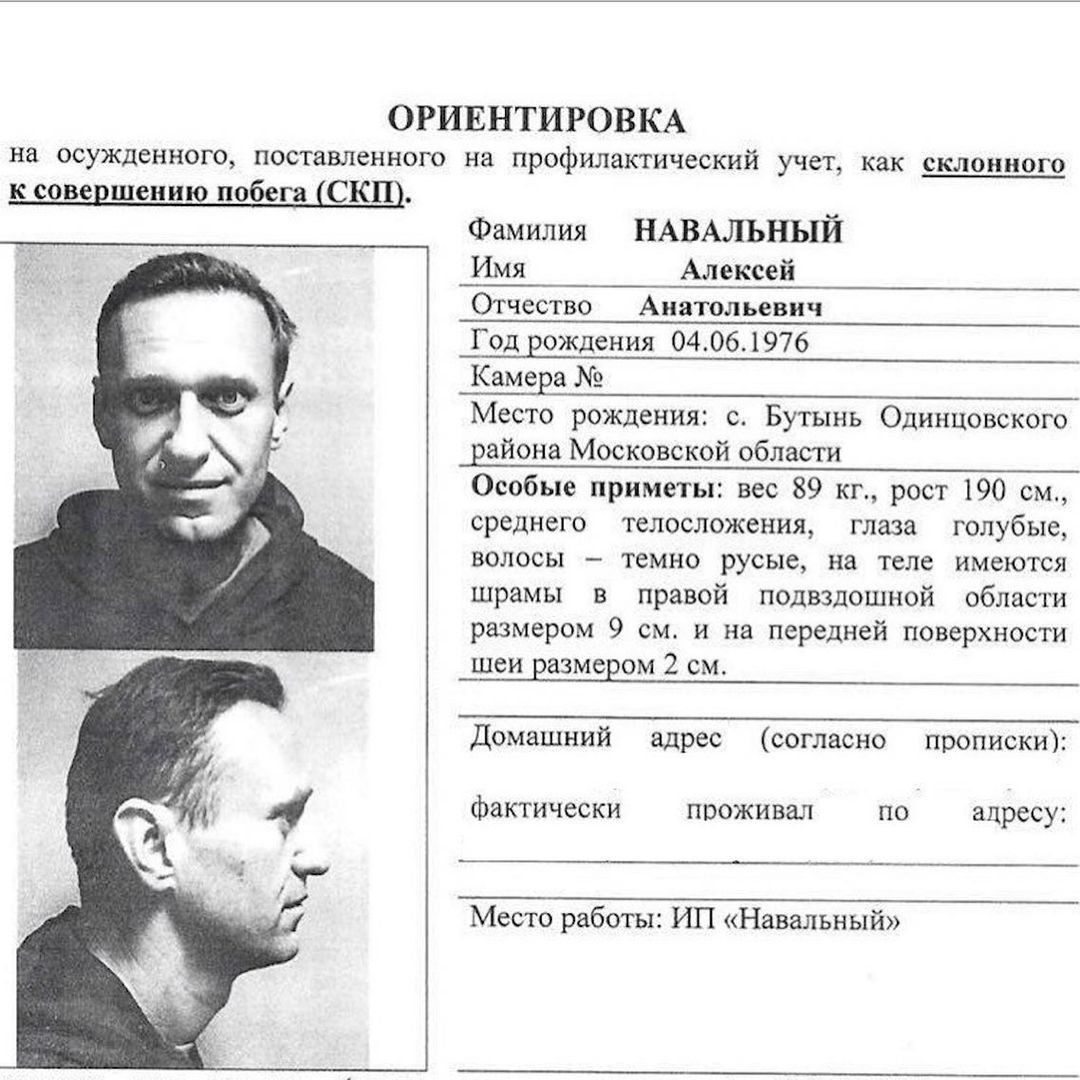
Registratiekaart van Navalny in een Russische gevangenis (2021)

Navalny keerde op 17 januari 2021 terug naar Rusland, maar zijn vliegtuig werd omgeleid van de Internationale luchthaven Vnoekovo, waar zijn aanhangers hem massaal opwachtten, naar luchthaven Sjeremetjevo waar de Russische autoriteiten hem bij aankomst meteen oppakten. Hij zou de voorwaarden van een voorwaardelijke gevangenisstraf die hem in 2014 was opgelegd hebben geschonden en kreeg een celstraf opgelegd van tweeënhalf jaar. Tijdens zijn verblijf in een strafkamp in Pokrov ging hij in hongerstaking, omdat hij door zijn eigen artsen onderzocht wilde worden. Deze eis werd niet ingewilligd, waarop hij na 24 dagen zijn hongerstaking beëindigde nadat hij onderzocht was door andere artsen die hij vertrouwde.
De reden waarom Navalny na het herstel van zijn vergiftiging besloot terug te keren naar Rusland, waar hij vrijwel zeker wist direct te worden opgepakt, gaf aanleiding tot veel speculatie. In commentaren werd vermoed dat hij calculeerde in Rusland een soort martelaarspositie te verkrijgen, waardoor hij meer invloed zou kunnen uitoefenen dan vanuit het buitenland. Zelf gaf hij na een jaar strafkamp te kennen "geen spijt te hebben" van zijn beslissing. "Ik heb de kant gekozen van diegenen die niet meer bang willen of kunnen zijn. Ik heb het gedaan... en zal het blijven doen."
In maart 2022 kreeg Navalny een celstraf van nog eens negen jaar opgelegd vanwege minachting van het hof tijdens eerdere zittingen en verduistering van donaties. Dit gebeurde tijdens een proces dat niet in een officiële rechtbank, maar in het strafkamp zelf plaatsvond.
In augustus 2023 werd Nalvalny opnieuw veroordeeld, deze keer tot 19 jaar cel. De uitspraak werd gedaan in een rechtbank honderden kilometers buiten Moskou, naar verondersteld werd in een poging om die zaak en Navalny zo min mogelijk publiciteit te geven. Hij werd onder meer aangeklaagd vanwege "het oprichten van een extremistische beweging". De totale straf die Navalny moest uitzitten, was daarmee opgelopen tot 30½ jaar. Navalny zei in zijn slotpleidooi: "Iedereen in Rusland weet dat wie gerechtigheid zoekt in de rechtbank, volkomen weerloos is. In een land dat geregeerd wordt door criminelen, worden geschillen beslecht door onderhandelen, macht, omkoping, bedrog en verraad – niet volgens een of andere wet."
Navalny bevond zich tot begin december 2023 in de gevangenis IK-6 in Melechovo, 150 kilometer ten oosten van Moskou, een zwaarbeveiligde inrichting waar volgens een ex-gedetineerde in 2021 geregeld martelingen en seksueel misbruik plaatsvinden. Op 11 december 2023 maakten medewerkers van Navalny bekend dat ze al zes dagen geen contact meer hadden met hem. Op 25 december werd bekend dat hij was overgebracht naar de strafkolonie IK-3, bijgenaamd "Poolwolf", in het plaatsje Charp, op bijna 2000 km ten noordoosten van Moskou.

### Overlijden

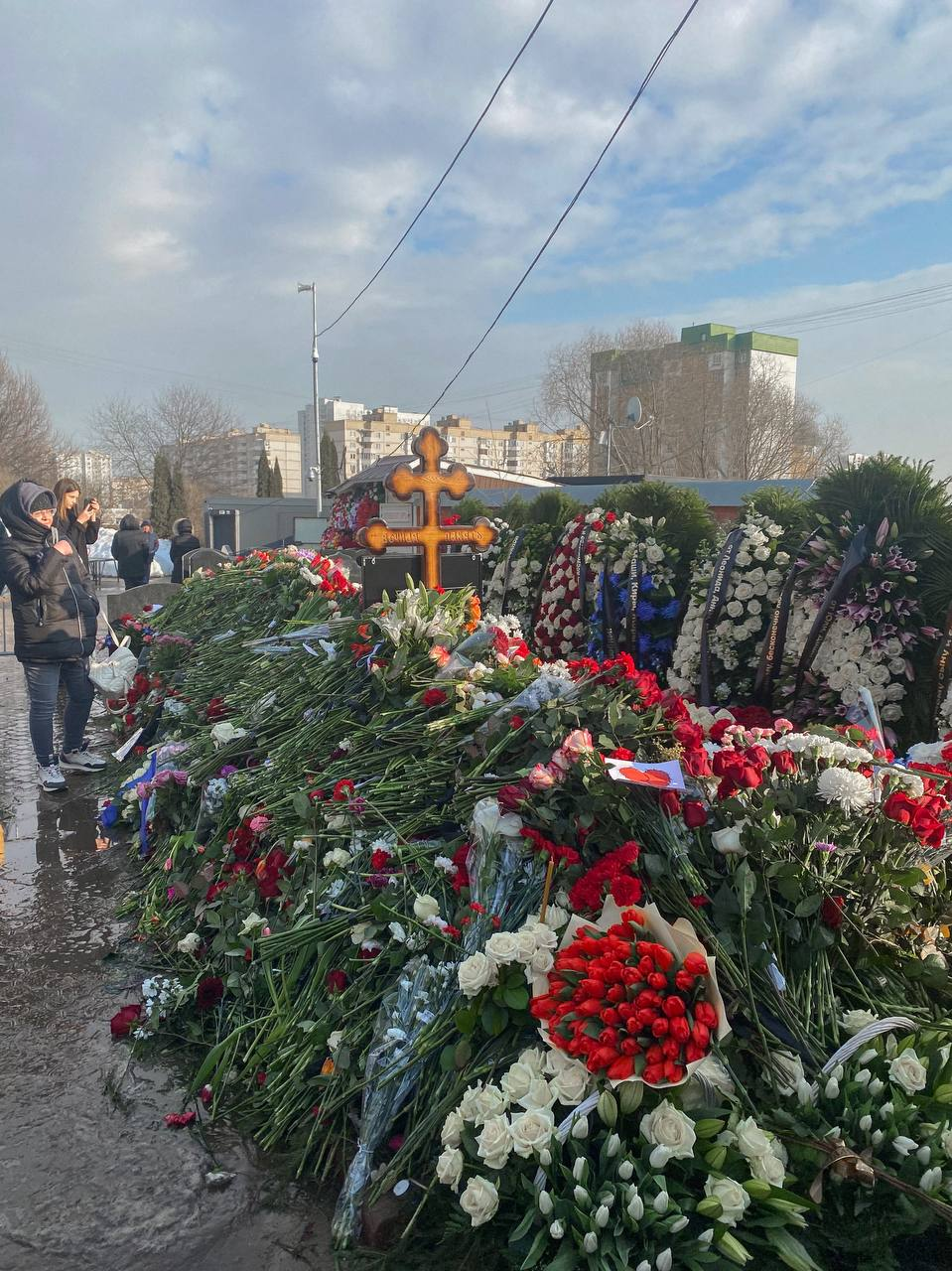
Enorme bloemenzee door Russen neergelegd op het graf van Navalny, 3 maart 2024

Op 16 februari 2024 deelde de directie van de strafkolonie mee dat Navalny was overleden. Volgens het Russische persagentschap RIA Novosti verloor Navalny die dag na een wandeling in de gevangenis het bewustzijn, waarna pogingen om hem te reanimeren mislukten. Westerse politici en Navalny's medestanders verdachten al snel de Russen ervan hem om het leven te hebben gebracht. Volgens een onderzoeksjournaliste zou Navalny vermoord zijn in opdracht van Poetin omdat hij anders mogelijk vrij zou komen met een gevangenenruil. Het Kremlin noemde de beschuldigingen "onacceptabel" en "hysterisch". Herdenkingen en protesten werden in Rusland verboden en leidden tot enkele honderden arrestaties in 32 Russische steden. Ook in vele steden buiten Rusland werd hij herdacht.
De begrafenis vond op 1 maart 2024 plaats in Moskou in afwezigheid van zijn vrouw Joelia Navalnaja en hun twee kinderen, omdat ze vreesden dat ze zouden worden gearresteerd als ze voet op Russische bodem zouden zetten. De overdracht van Navalny's stoffelijk overschot aan zijn moeder door de autoriteiten was met veel problemen gepaard gegaan. De uitvaart vond plaats in het Maryino district waar Navalny vroeger woonde. Ambassadeurs van enkele westerse landen kwamen een laatste groet brengen, onder wie die van Nederland. Er waren duizenden belangstellenden rond de Russisch-orthodoxe kerk en de begraafplaats aanwezig. Hoewel de autoriteiten een enorme, gemaskerde politiemacht op de been hadden gebracht, lieten agenten de duizenden toegestroomde mensen in de kilometerslange rij ongemoeid. Op het moment dat de lijkwagen bij de kerk arriveerde, begonnen mensen te applaudiseren en riepen zij Navalny’s voor- en achternaam. Toen zijn kist de kerk werd binnengedragen, riepen zij ‘Vergeef het niet!’ Er kwamen emotionele beelden naar buiten van Navalny’s lichaam in een open, met bloemen gevulde kist, en van zijn ouders Ljoedmila en Anatoli, die hun zoon de laatste eer bewezen.  Buiten de kerk werd de sfeer grimmiger, toen de lijkwagen door politiewagens werd gehinderd en protestslogans werden geroepen. "Rusland zal vrij zijn! Poetin is een moordenaar!” Daarna vertrok de stoet naar de Borisov-begraafplaats. In de dagen na de begrafenis legden duizenden Russen bloemen op het graf van Navalny om hem te eren.

## Privéleven
Navalny was eerst een atheïst  maar werd later een Russisch-orthodoxe christen.

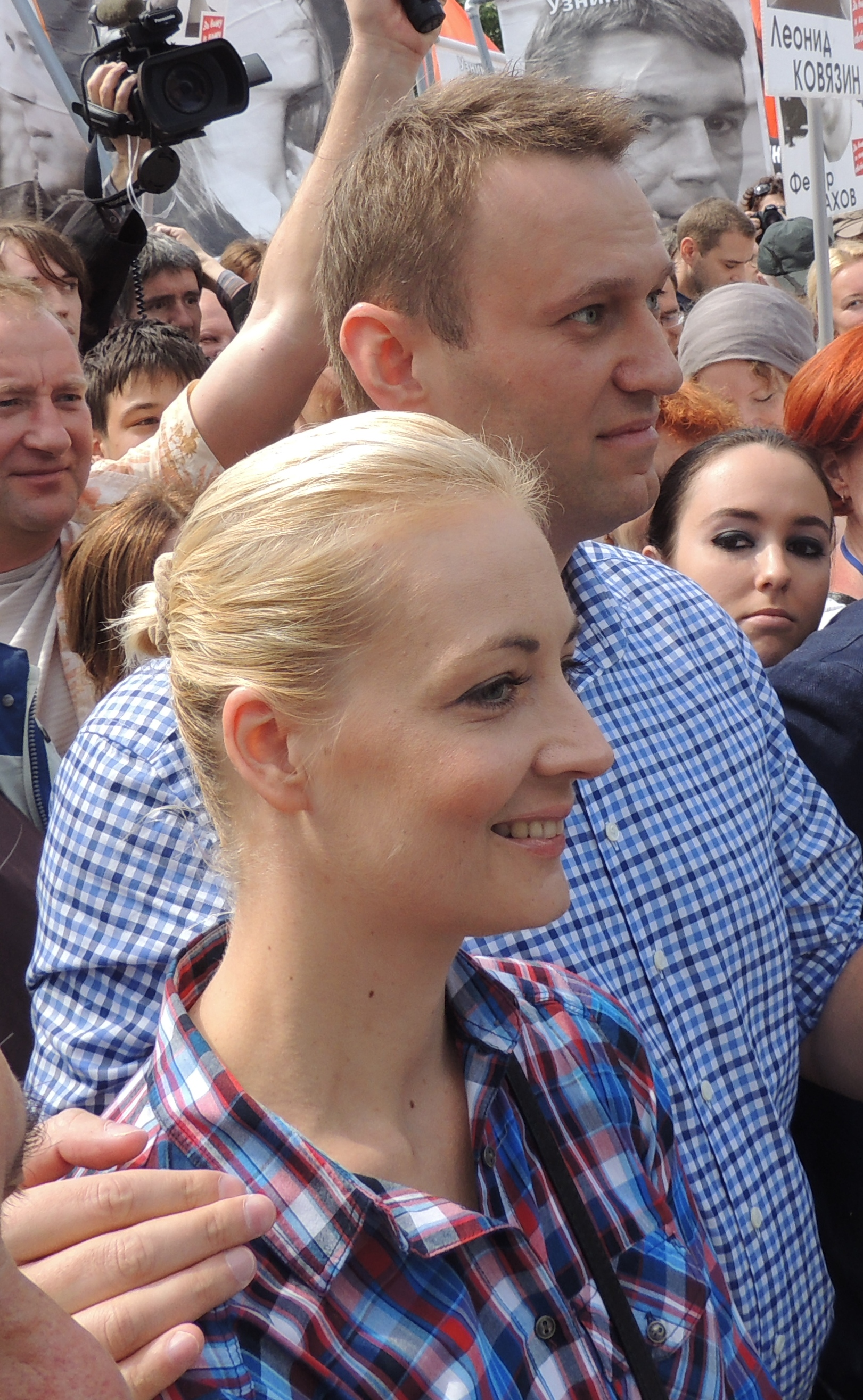
Navalny en zijn vrouw Joelia op een manifestatie in Moskou (2013)

In 1998 leerde Navalny Joelia Borisovna kennen op een strandvakantie in Turkije. Het koppel ging samenwonen in een driekamerappartement in het district Maryino in het zuidoosten van Moskou, waar Navalny werkte als advocaat. In 2000 volgde een huwelijk waarmee haar familienaam in Navalnaja veranderde. Ze kregen een dochter in 2001 en een zoon in 2008. Na de dood van haar echtgenoot in 2024 beloofde Joelia Navalnaja zijn politiek levenswerk voort te zetten.

## Erkenning en eerbewijzen
- 2009: Persoon van het Jaar voor de Russische zakenkrant Vedomosti[87]
- 2010: Yale World Fellow, opleidingsprogramma van de Yale-universiteit dat hij kon volgen op aanbeveling van Garri Kasparov, Jevgenia Albats, Sergej Goerjev en Oleg Tsyvinski[88]
- 2012: Enige Rus in de Time 100, de lijst met 100 invloedrijkste personen ter wereld[89]
- 2021: M100 Media Award voor hem en zijn team van internationale M100 Sanssouci Colloquium mediabestuurders[90]
- Oktober 2021: Sacharovprijs van het Europees Parlement[91]
- 2023: Zijn film Navalny won de Oscar voor beste documentaire op de 95ste Oscaruitreiking